# Cala Garretes
La cala Garretes, o cala Racó de Garretes, és una petita platja natural del municipi del Perelló (Baix Ebre), situada entre la Punta de l'Àliga i el Cap Roig, entre la platja de Cala Moros, a llevant, i la platja de l'Adolç del Me, a ponent. Té una longitud de 29 metres i una amplada de 7 metres, formada per grava i còdols. Està rodejada d'una zona boscosa. No disposa de cap servei. S'hi accedeix a peu pel camí de ronda, que coincideix amb la senda GR-92, i en vehicle.